# Haukeo
Haukeo ist eine osttimoresische Siedlung im Suco Liurai (Verwaltungsamt Remexio, Gemeinde Aileu). Der Weiler Haukeo liegt an der Nordspitze der Aldeia Cotomori in einer Meereshöhe von 603 m. Westlich liegt der Weiler Cotomori, der Hauptort des Sucos. Nordwestlich fließt der Bach Caluc Meti, der nach Süden in den Cihohani fließt.